# Calcio Padova
Calcio Padova är en italiensk fotbollsklubb baserad i Padua, där kända spelare som Kurt Hamrin, Walter Zenga, Angelo Di Livio, Alessandro Del Piero och Alexi Lalas spelat. Senast klubben spelade i Serie A var 1996.
Calcio Padova gick i konkurs 2014 och SSD Biancoscudati Padova bildades.

## Kända spelare
Se Spelare i Padova
- Alessandro Del Piero
- Kurt Hamrin
- Alexi Lalas